# Jagapur, Nargund
Jagapur là một làng thuộc tehsil Nargund, huyện Gadag, bang Karnataka, Ấn Độ.